# Johann Andreas Silbermann

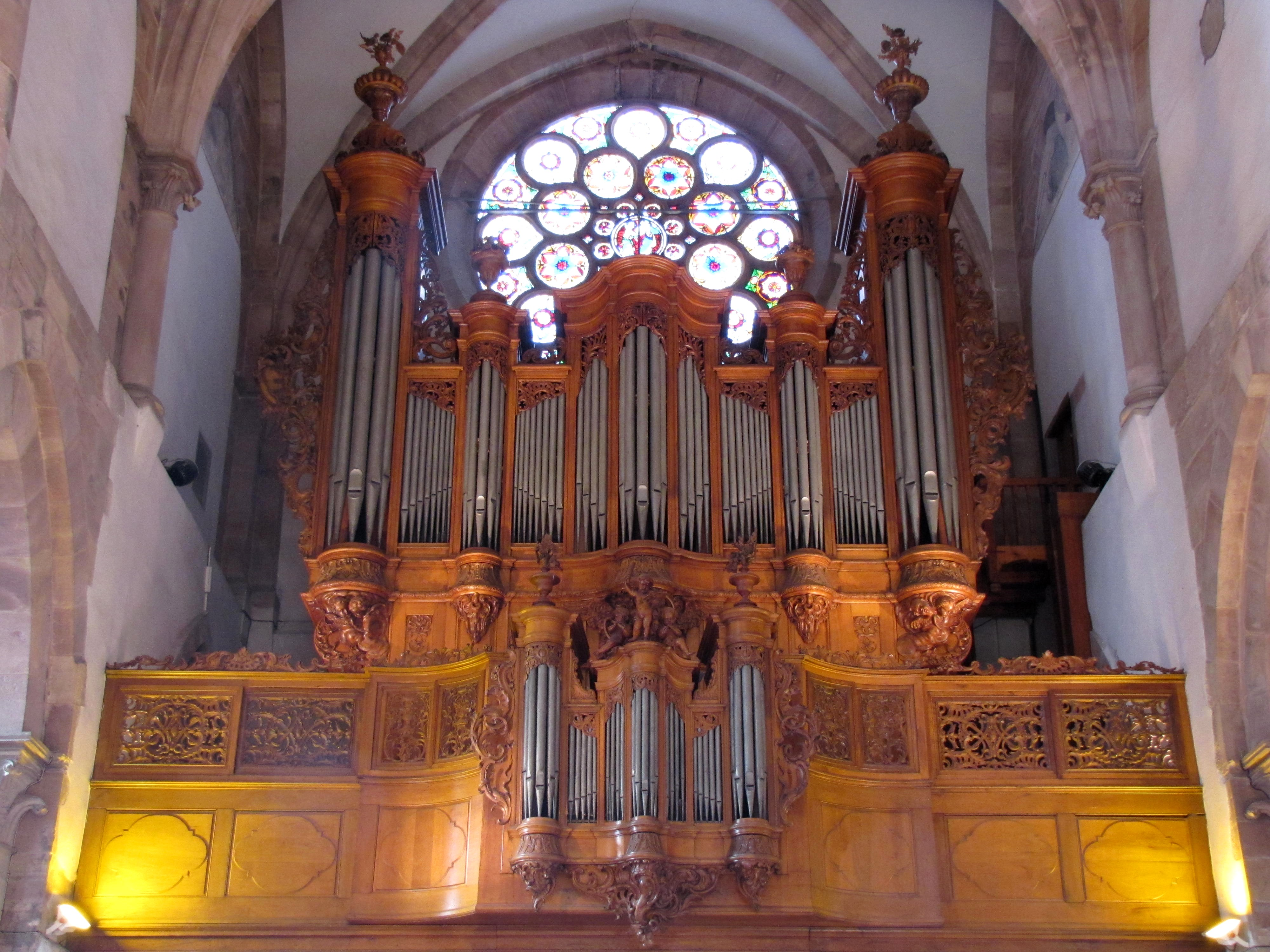
Organo della Chiesa di San Tommaso a Strasburgo

Johann Andreas Silbermann (Strasburgo, 26 giugno 1712 – Strasburgo, 11 febbraio 1783) è stato un organaro tedesco, uno dei più illustri del Settecento e nipote del celebre Gottfried Silbermann, tra gli organi realizzati si ricorda quello della Chiesa di San Tommaso nella città natale.